# Lepidium chalepense
Lepidium chalepense är en korsblommig växtart som beskrevs av Carl von Linné. Lepidium chalepense ingår i släktet krassingar, och familjen korsblommiga växter. Inga underarter finns listade i Catalogue of Life.